# Iglesia de Santa Teresa (La Cañiza)
La iglesia de Santa Teresa es un templo católico de la parroquia española de La Cañiza.

## Descripción
La iglesia está situada en la parroquia española de La Cañiza, del municipio del mismo nombre, perteneciente a la provincia de Pontevedra. Aparece descrita en el quinto volumen del Diccionario geográfico-estadístico-histórico de España y sus posesiones de Ultramar de Pascual Madoz con las siguientes palabras:

La igl. parr. bajo la advocacion de Santa Teresa, se halla servida por un cura, cuyo destino es de entrada y de patronato y nombramiento de los poseedores del vínculo ó casa del Barreiro.
(Madoz, 1846, p. 497)